# Canastra lanceolata
Canastra lanceolata är en gräsart som först beskrevs av Tarciso S. Filgueiras, och fick sitt nu gällande namn av Morrone, Zuloaga, Davidse och Tarciso S. Filgueiras. Canastra lanceolata ingår i släktet Canastra och familjen gräs. Inga underarter finns listade i Catalogue of Life.